# Örkény
Örkény  este un oraș în districtul Dabas, județul Pesta, Ungaria, având o populație de 4.780 de locuitori (2011). 

## Demografie
Componența etnică a orașului Örkény
     Maghiari (80,23%)
     Romi (18,4%)
     Necunoscut (0,31%)
     Alții (1,06%)
Componența confesională a orașului Örkény
     Romano-catolici (40,61%)
     Fără religie (30,54%)
     Reformați (6%)
     Atei (1,42%)
     Necunoscută (20,65%)
     Alte religii (2,72%)
Conform recensământului din 2011, orașul Örkény avea 4.780 de locuitori. Din punct de vedere etnic, majoritatea locuitorilor (80,23%) erau maghiari, cu o minoritate de romi (18,4%). Apartenența etnică nu este cunoscută în cazul a 0,31% din locuitori. Nu există o religie majoritară, locuitorii fiind romano-catolici (40,61%), persoane fără religie (30,54%), reformați (6,0%) și atei (1,42%). Pentru 20,65% din locuitori nu este cunoscută apartenența confesională.